# Амфилохий (Леонтович)
Епископ Амфилохий Леонтович (1729 — 1 (12) июля 1799) — епископ Русской православной церкви, епископ Переяславский и Бориспольский.

## Биография

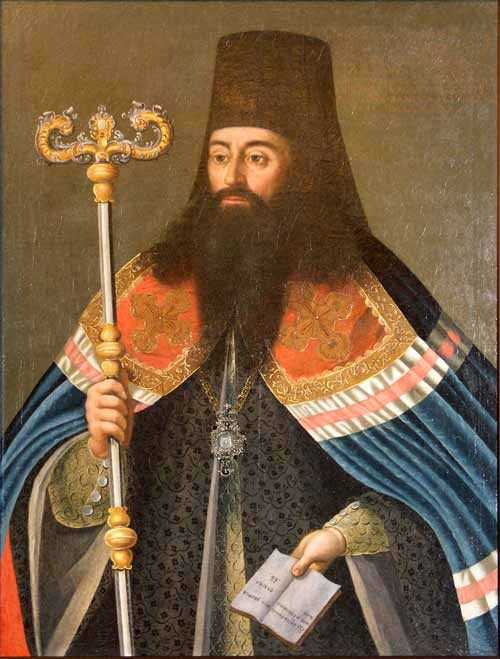
Портрет XVIII в.

Родился около 1729 года. Происходил из малороссийского шляхетства и до пострижения в монашество находился на службе в бывших полковой миргородской и войсковой генеральной малороссийских канцеляриях.
В 1750 году принял монашество в Киевском Михайловском монастыре, откуда был взят в Троице-Сергиеву лавру, а затем переведён в Тверской архиерейский дом ризничим.
В 1761 году возвращён в Троице-Сергиеву лавру и назначен казначеем.
С 1769 года — игумен Киевского Кирилловского монастыря, затем Киевского Межигорского монастыря.
В 1776 году возведён в сан архимандрита Ростовского Спасо-Яковлевского монастыря.
В 1787 году назначен настоятелем Киевского Николаевского монастыря и присутствующим в духовной дикастерии (судебной палате).
24 июня 1795 года хиротонисан во епископа Переяславского и Бориспольского.
Скончался 1 июля 1799 года.